# Запань-Нова
Запань-Нова — посёлок в Кирилловском районе Вологодской области.
Входит в состав Ферапонтовского сельского поселения, с точки зрения административно-территориального деления — в Ферапонтовский сельсовет.
Расстояние по автодороге до районного центра Кириллова — 28,5 км, до центра муниципального образования Ферапонтово — 14,5 км. Ближайшие населённые пункты — Шлюз № 4, Красново, Лукинское-2, Татарово, Верхняя Гора, Ново.
По переписи 2002 года население — 147 человек (77 мужчин, 70 женщин). Преобладающая национальность — русские (94 %).